# Jean Behra
Jean Marie Behra, detto Jeannot (Nizza, 16 febbraio 1921 – Berlino, 1º agosto 1959), è stato un pilota motociclistico e pilota automobilistico francese, deceduto sul circuito dell'AVUS durante il Gran Premio di Germania del 1959.
È il secondo pilota per numero di giri percorsi al comando (107), tra coloro che non sono mai riusciti a vincere una gara valida per il Campionato Mondiale di Formula 1. Detiene il record di prime file senza avere mai ottenuto una pole position (10).

## Carriera

### Motomondiale
Quattro volte campione francese della 500 con una Moto Guzzi (dal 1948 al 1951), Behra debuttò nel Motomondiale al GP di Svizzera 1949 della mezzo litro, ritirandosi. Il suo miglior piazzamento in una gara iridata fu il 15º posto al GP di Francia 1951.

### Formula 1
Behra fece il suo debutto nel Gran Premio di Svizzera del 1952, alla guida di una Gordini, conquistando subito un terzo posto. Sempre nel 1952 ottenne un quinto posto. Per il 1953 rimase alla casa francese, ma non andò a punti. Lo si rivide nuovamente in classifica piloti nel 1955 con sei punti guadagnati.
Nel 1956 fece il suo miglior risultato in carriera con un quarto posto in classifica piloti e fino all'ultima gara, a Monza, fu in lotta con Juan Manuel Fangio e Peter Collins per la vittoria mondiale, ma non riuscendo a terminare la gara vide vanificate le sue speranze. Andò peggio nel 1957, con un solo buon risultato: un secondo posto in Argentina. Il 1958 fu simile all'anno precedente.
Nel 1959 il francese venne ingaggiato dalla Ferrari come primo pilota, ma l'arrivo di Tony Brooks causò polemiche tra Behra e la scuderia, che si concluse con la separazione, in seguito anche ad una lite durante la quale schiaffeggiò il collaboratore di Enzo Ferrari Romolo Tavoni, prima del GP dell'AVUS. Proprio in questa gara il francese perse la vita in una corsa di contorno riservata a vetture sport: causa cedimento di un supporto, la sua Porsche finì in testacoda andando ad urtare l'asta di una bandiera, l'impatto fu così forte che il supporto di metallo cedette e si schiantò al suolo, Behra morì all'istante.
Behra venne sepolto nel cimitero di St. Barthélémy a Nizza.

### Altre competizioni
Oltre che con le monoposto Behra gareggiò anche con vetture a ruote coperte e tra i risultati di rilievo ottenuti si possono citare la vittoria alla 12 ore di Sebring del 1957 in coppia con Juan Manuel Fangio a bordo di una Maserati e un secondo posto alla Targa Florio dell'anno successivo a bordo di una Porsche 718.
In suo ricordo venne intitolato, dal 1961 al 1989, quello che è in seguito diventato il circuito di Nevers Magny-Cours.

## Risultati

### Motomondiale - Classe 500
| 1949 | Classe | Moto       |  |     |  |  |  |  |  |  | Punti | Pos. |
| ---- | ------ | ---------- |  | --- |  |  |  |  |  |  | ----- | ---- |
| 1949 | 500    | Moto Guzzi |  | Rit |  |  |  |  |  |  | 0     | 87º  |

| 1951 | Classe | Moto       |  |  |  |  |  |    |  |  | Punti | Pos. |
| ---- | ------ | ---------- |  |  |  |  |  | -- |  |  | ----- | ---- |
| 1951 | 500    | Moto Guzzi |  |  |  |  |  | 15 |  |  | 0     | 54º  |

| Legenda | 1º posto        | 2º posto            | 3º posto            | A punti      | Senza punti        | Grassetto – Pole position Corsivo – Giro più veloce |
| Legenda | Gara non valida | Non qual./Non part. | Ritirato/Non class. | Squalificato | '-' Dato non disp. | Grassetto – Pole position Corsivo – Giro più veloce |

### Formula 1
| 1952 | Scuderia | Vettura |   |  |     |   |  |   |     |     |  |  |  | Punti | Pos. |
| ---- | -------- | ------- | - |  | --- | - |  | - | --- | --- |  |  |  | ----- | ---- |
| 1952 | Gordini  | T16     | 3 |  | Rit | 7 |  | 5 | Rit | Rit |  |  |  | 6     | 11º  |

| 1953 | Scuderia | Vettura |   |  |  |     |    |     |     |     |  |  |  | Punti | Pos. |
| ---- | -------- | ------- | - |  |  | --- | -- | --- | --- | --- |  |  |  | ----- | ---- |
| 1953 | Gordini  | T16     | 6 |  |  | Rit | 10 | Rit | Rit | Rit |  |  |  | 0     |      |

| 1954 | Scuderia | Vettura |    |  |     |   |     |    |     |     |     |  |  | Punti | Pos. |
| ---- | -------- | ------- | -- |  | --- | - | --- | -- | --- | --- | --- |  |  | ----- | ---- |
| 1954 | Gordini  | T16     | SQ |  | Rit | 6 | Rit | 10 | Rit | Rit | Rit |  |  | 1⁄7   | 26º  |

| 1955 | Scuderia | Vettura |   |   |  |   |   |     |   |  |  |  |  | Punti | Pos. |
| ---- | -------- | ------- | - | - |  | - | - | --- | - |  |  |  |  | ----- | ---- |
| 1955 | Maserati | 250F    | 6 | 3 |  | 5 | 6 | Rit | 4 |  |  |  |  | 6     | 9º   |

| 1956 | Scuderia | Vettura |   |   |  |   |   |   |   |     |  |  |  | Punti | Pos. |
| ---- | -------- | ------- | - | - |  | - | - | - | - | --- |  |  |  | ----- | ---- |
| 1956 | Maserati | 250F    | 2 | 3 |  | 7 | 3 | 3 | 3 | Rit |  |  |  | 22    | 4º   |

| 1957 | Scuderia | Vettura       |   |  |  |   |     |   |     |     |  |  |  | Punti | Pos. |
| ---- | -------- | ------------- | - |  |  | - | --- | - | --- | --- |  |  |  | ----- | ---- |
| 1957 | Maserati | Maserati 250F | 2 |  |  | 6 | Rit | 6 | Rit | Rit |  |  |  | 6     | 11º  |

| 1958 | Scuderia         | Vettura  |   |     |   |  |     |     |     |     |   |     |     | Punti | Pos. |
| ---- | ---------------- | -------- | - | --- | - |  | --- | --- | --- | --- | - | --- | --- | ----- | ---- |
| 1958 | Ken Kavanagh BRM | 250F P25 | 5 | Rit | 3 |  | Rit | Rit | Rit | Rit | 4 | Rit | Rit | 9     | 11º  |

| 1959 | Scuderia           | Vettura                  |     |  |   |     |  |     |  |  |  |  |  | Punti | Pos. |
| ---- | ------------------ | ------------------------ | --- |  | - | --- |  | --- |  |  |  |  |  | ----- | ---- |
| 1959 | Ferrari Jean Behra | 246 F1 Behra-Porsche RSK | Rit |  | 5 | Rit |  | NP† |  |  |  |  |  | 2     | 17º  |

| Legenda | 1º posto     | 2º posto | 3º posto    | A punti         | Senza punti/Non class.  | Grassetto – Pole position Corsivo – Giro più veloce |
| Legenda | Squalificato | Ritirato | Non partito | Non qualificato | Solo prove/Terzo pilota | Grassetto – Pole position Corsivo – Giro più veloce |

### Campionato vetture sport
| 1953 | Scuderia                               | Vettura                     | Stati Uniti (bandiera) | Italia (bandiera)      | Francia (bandiera)        | Belgio (bandiera)         | Germania Ovest (bandiera) | Regno Unito (bandiera) | Messico (bandiera)   |
| ---- | -------------------------------------- | --------------------------- | ---------------------- | ---------------------- | ------------------------- | ------------------------- | ------------------------- | ---------------------- | -------------------- |
| 1953 | Gordini                                | Gordini T15S                |                        |                        | Rit                       |                           |                           |                        |                      |
| 1953 | Club Francia Amigos de la Panamericana | Gordini T24S                |                        |                        |                           |                           |                           |                        | Rit                  |
| 1954 | Scuderia                               | Vettura                     | Argentina (bandiera)   | Stati Uniti (bandiera) | Italia (bandiera)         | Francia (bandiera)        | Regno Unito (bandiera)    | Messico (bandiera)     |                      |
| 1954 | Gordini                                | Gordini T24S                | Rit                    |                        |                           | Rit                       |                           |                        |                      |
| 1955 | Scuderia                               | Vettura                     | Argentina (bandiera)   | Stati Uniti (bandiera) | Italia (bandiera)         | Francia (bandiera)        | Regno Unito (bandiera)    | Italia (bandiera)      |                      |
| 1955 | Maserati                               | Maserati 300S               |                        |                        |                           |                           | Rit                       |                        |                      |
| 1956 | Scuderia                               | Vettura                     | Argentina (bandiera)   | Stati Uniti (bandiera) | Italia (bandiera)         | Germania Ovest (bandiera) | Svezia (bandiera)         |                        |                      |
| 1956 | Maserati                               | Maserati 300S Maserati 150S | 3                      | 5                      | 20                        | 1                         | Rit                       |                        |                      |
| 1957 | Scuderia                               | Vettura                     | Argentina (bandiera)   | Stati Uniti (bandiera) | Italia (bandiera)         | Germania Ovest (bandiera) | Francia (bandiera)        | Svezia (bandiera)      | Venezuela (bandiera) |
| 1957 | Maserati                               | Maserati 300S Maserati 450S | 2                      | 1                      | NP                        |                           | Rit                       | 1                      | Rit                  |
| 1958 | Scuderia                               | Vettura                     | Argentina (bandiera)   | Stati Uniti (bandiera) | Italia (bandiera)         | Germania Ovest (bandiera) | Francia (bandiera)        | Regno Unito (bandiera) |                      |
| 1958 | Fritz Huschke von Hanstein             | Porsche 550                 | 3                      |                        |                           |                           |                           |                        |                      |
| 1958 | Porsche                                | Porsche 718 RSK             |                        | Rit                    | 2                         | Rit                       | 3                         | 4                      |                      |
| 1959 | Scuderia                               | Vettura                     | Stati Uniti (bandiera) | Italia (bandiera)      | Germania Ovest (bandiera) | Francia (bandiera)        | Regno Unito (bandiera)    |                        |                      |
| 1959 | Scuderia Ferrari                       | Ferrari 250 TR59            | 2                      | Rit                    | 3                         | Rit                       |                           |                        |                      |

### 24 Ore di Le Mans
| Anno | Classe | N° | Gomme | Vettura                                    | Squadra             | Co-piloti           | Giri | Pos. Assol. | Pos. di Classe |
| ---- | ------ | -- | ----- | ------------------------------------------ | ------------------- | ------------------- | ---- | ----------- | -------------- |
| 1950 | S 1.5  | 35 | D     | Simca-Gordini T15S Gordini 1.5L I4         | Automobiles Gordini | Roger Loyer         | 50   | DNF         | DNF            |
| 1951 | S 1.5  | 39 | D     | Simca-Gordini T15S Gordini 1.5L I4         | Equipe Gordini      | Maurice Trintignant | 49   | DNF         | DNF            |
| 1952 | S 3.0  | 34 | E     | Simca-Gordini T15S Gordini 2.3L I6         | Automobiles Gordini | Robert Manzon       | -    | DNF         | DNF            |
| 1953 | S 3.0  | 36 | E     | Simca-Gordini T15S Gordini 2.3L I6         | Automobiles Gordini | Roberto Mieres      | 84   | DNF         | DNF            |
| 1954 | S 3.0  | 19 | E     | Gordini T24S Gordini 3.0L I8               | Equipe Gordini      | André Simon         | 76   | DNF         | DNF            |
| 1956 | S 3.0  | 17 | D     | Talbot Lago Sport 2500 Maserati 2.5L I6    | Automobiles Talbot  | Louis Rosier        | 220  | DNF         | DNF            |
| 1957 | S 5.0  | 2  | P     | Maserati 450S Spyder Maserati 4.5L V8      | Maserati            | André Simon         | 28   | DNF         | DNF            |
| 1958 | S 2.0  | 29 | C     | Porsche 718 RSK Spyder Porsche 1.6L Flat-4 | Porsche KG          | Hans Herrmann       | 291  | 3º          | 1º             |
| 1959 | S 3.0  | 12 | D     | Ferrari 250 TR59 Ferrari 3.0L V12          | Ferrari             | Daniel "Dan" Gurney | 129  | DNF         | DNF            |

### 12 Ore di Sebring
| Anno    | Scuderia         | Costruttore | Vettura          | Numero | Categoria | Classe | Co-Pilota                    | Giri | Risultato di classe | Risultato assoluto |
| ------- | ---------------- | ----------- | ---------------- | ------ | --------- | ------ | ---------------------------- | ---- | ------------------- | ------------------ |
| 1956    | Maserati         | Maserati    | Maserati 300S    | 24     | Sport     | S 3.0  | Piero Taruffi Cesare Perdisa | 186  | 2º                  | 5º                 |
| 1957    | Maserati Factory | Maserati    | Maserati 450S    | 19     | Sport     | S 5.0  | Juan Manuel Fangio           | 197  | 1º                  | 1º                 |
| 1958    | Porsche K.G.     | Porsche     | Porsche 718 RSK  | 42     | Sport     | S 2.0  | Edgar Barth                  | 105  | Rit                 | Rit                |
| 1959    | Ferrari          | Ferrari     | Ferrari 250 TR59 | 8      | Sport     | S 3.0  | Cliff Allison                | 187  | 2º                  | 2º                 |
| Legenda |                  |             |                  |        |           |        |                              |      |                     |                    |

### Carrera Panamericana
| Anno    | Scuderia                               | Costruttore | Vettura          | Numero | Categoria | Classe | Co-Pilota | Giri | Risultato di classe | Risultato assoluto |
| ------- | -------------------------------------- | ----------- | ---------------- | ------ | --------- | ------ | --------- | ---- | ------------------- | ------------------ |
| 1952    | Comití Gordini de Mexico               | Gordini     | Gordini T15S 2.3 | 19     | Sport     | S      |           | 1    | Rit                 | Rit                |
| 1953    | Club Francia Amigos de la Panamericana | Gordini     | Gordini T24S     | 7      | Sport     | S +1.6 |           | 4    | Rit                 | Rit                |
| Legenda |                                        |             |                  |        |           |        |           |      |                     |                    |

### 1000 km del Nürburgring
| Anno    | Scuderia                   | Costruttore | Vettura          | Numero | Categoria | Classe | Co-Pilota                                | Giri | Risultato di classe | Risultato assoluto |
| ------- | -------------------------- | ----------- | ---------------- | ------ | --------- | ------ | ---------------------------------------- | ---- | ------------------- | ------------------ |
| 1956    | Maserati                   | Maserati    | Maserati 300S    | 6      | Sport     | S +2.0 | Piero Taruffi Harry Schell Stirling Moss | 44   | 1º                  | 1º                 |
| 1956    | Maserati                   | Maserati    | Maserati 300S    | 5      | Sport     | S +2.0 | Stirling Moss                            | 19   | Rit                 | Rit                |
| 1958    | Dr.Ing.h.c.F. Porsche K.G. | Porsche     | Porsche 718 RSK  | 20     | Sport     | S +1.5 | Edgar Barth                              | 18   | Rit                 | Rit                |
| 1959    | Ferrari                    | Ferrari     | Ferrari 250 TR59 | 3      | Sport     | S 3.0  | Charles Anthony "Tony" Brooks            | 44   | 3º                  | 3º                 |
| Legenda |                            |             |                  |        |           |        |                                          |      |                     |                    |

### Targa Florio
| Anno    | Scuderia     | Costruttore | Vettura          | Numero | Categoria | Classe | Co-Pilota                     | Giri | Risultato di classe | Risultato assoluto |
| ------- | ------------ | ----------- | ---------------- | ------ | --------- | ------ | ----------------------------- | ---- | ------------------- | ------------------ |
| 1958    | Porsche K.G. | Porsche     | Porsche 718 RSK  | 68     | Sport     | S 1.5  | Giorgio Scarlatti             | 14   | 1º                  | 2º                 |
| 1959    | Ferrari      | Ferrari     | Ferrari 250 TR59 | 150    | Sport     | S 3.0  | Charles Anthony "Tony" Brooks | 5    | Rit                 | Rit                |
| Legenda |              |             |                  |        |           |        |                               |      |                     |                    |

### Mille Miglia
| Anno    | Scuderia | Costruttore | Vettura       | Numero | Categoria | Classe | Co-Pilota | Risultato di classe | Risultato assoluto |
| ------- | -------- | ----------- | ------------- | ------ | --------- | ------ | --------- | ------------------- | ------------------ |
| 1956    | Maserati | Maserati    | Maserati 150S | 433    | Sport     | S 1.5  |           | 2º                  | 20º                |
| 1957    | Maserati | Maserati    | Maserati 450S | 536    | Sport     | S +2.0 |           | NP                  | NP                 |
| Legenda |          |             |               |        |           |        |           |                     |                    |